# Khepri

Il dio Khepri

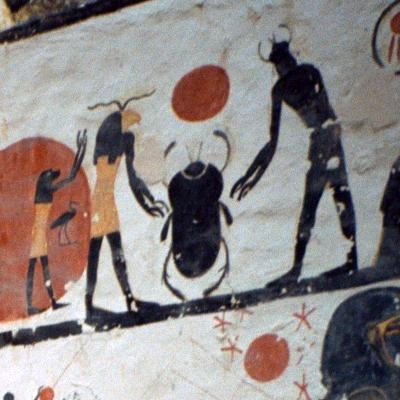
Raffigurazione di Khepri, Valle dei Re, Luxor, Egitto

Khepri è una divinità egizia appartenente alla religione dell'antico Egitto.
| L1 | r · i | A40 |

ḫpr i - Khepri

## Simbolismo
Khepri veniva rappresentato principalmente come un intero scarabeo, anche se in alcuni dipinti tombali e papiri funerari viene rappresentato come un essere umano di sesso maschile con la testa di scarabeo. Viene anche rappresentato come uno scarabeo in una barca solare tenuta a galla da Nun. Quando veniva rappresentato come uno scarabeo, veniva tipicamente raffigurato mentre spingeva il sole attraverso il cielo ogni giorno oppure mentre lo faceva rotolare in tutta sicurezza attraverso l'oltretomba egizio, ogni notte.
Come aspetto di Ra, è particolarmente prevalente nella letteratura funeraria del Nuovo Regno, quando diverse tombe ramessidi nella Valle dei Re vennero decorate con raffigurazioni di Ra come disco solare contenente immagini di Khepri.
Khepri ha un ruolo anche nell'ogdoade di Hemno, nell'alto Egitto.

## Ruolo
Khepri rappresentava il sole del mattino e, di norma, era raffigurato come uno scarabeo stercorario.
L'associazione con il movimento solare deriva, con ogni probabilità, dall'osservazione della circostanza che lo scarabeo spinge e fa rotolare con le zampe posteriori palline di sterco la cui sezione circolare è facilmente associabile al sole (raffigurato come un cerchio).
Per tale motivo Khepri è colui che ogni mattina spinge Ra fuori dalla duat (oltretomba) rinnovando la rinascita di Nut. Per tale motivo la divinità rappresenta anche la trasformazione che l'uomo subisce nella morte e nella successiva rinascita.